# Isländischer Fußballpokal der Männer 1991
Der isländische Fußballpokal 1991 war die 32. Austragung des isländischen Pokalwettbewerbs der Männer. Pokalsieger wurde Titelverteidiger Valur Reykjavík. Wie im Vorjahr endete das Pokalfinale nach Verlängerung unentschieden. Im Gegensatz zu den anderen Runden fand drei Tage später im Laugardalsvöllur von Reykjavík ein Wiederholungsspiel statt. Valur setzte sich dabei gegen FH Hafnarfjörður durch und qualifizierte sich damit für den Europapokal der Pokalsieger.

## Modus
Die Begegnungen wurden in einem Spiel ausgetragen. In den ersten drei Runden nahmen Vereine ab der zweiten Liga abwärts teil. Die Mannschaften aus der ersten Liga starteten im Achtelfinale. Bei unentschiedenem Ausgang wurde das Spiel zunächst verlängert und gegebenenfalls durch Elfmeterschießen entschieden. Für das Endspiel wurde nach Verlängerung ein Wiederholungsspiel angeordnet.

## Vorrunde
| Datum      |                     | Ergebnis |                    |
| ---------- | ------------------- | -------- | ------------------ |
| 21.05.1991 | Valur Reyðarfjörður | 3:2      | KSH Stöðvarfjörður |

## 1. Runde
| Datum      |                      | Ergebnis |                         |
| ---------- | -------------------- | -------- | ----------------------- |
| 28.05.1991 | þróttur Norðfjörður  | 2:1      | Höttur Egilsstaðir      |
| 28.05.1991 | Huginn Seyðisfjörður | 5:1      | Valur Reyðarfjörður     |
| 28.05.1991 | Austri Eskifjörður   | 2:3      | UMF Einherji            |
| 28.05.1991 | Hvöt Blönduós        | 1:2      | UMFS Dalvík             |
| 28.05.1991 | Völsungur Húsavík    | 3:1      | Magni Grenivík          |
| 28.05.1991 | UMF Kormákur         | 2:0      | Neisti Hofsós           |
| 28.05.1991 | UMF Skallagrímur     | 2:3      | UMF Bolungarvík         |
| 28.05.1991 | IK Kópavogur         | 2:1      | UMF Víkingur            |
| 28.05.1991 | þróttur Reykjavík    | 5:1      | Snæfell Stykkishólmur   |
| 28.05.1991 | Reynir Sandgerði     | 0:7      | UMF Grindavík           |
| 28.05.1991 | Reynir Árskógsströnd | 4:3      | UMS Eyjafjarðar         |
| 28.05.1991 | Leiknir Reykjavík    | 0:2      | Haukar Hafnarfjörður    |
| 28.05.1991 | UMF Sindri Höfn      | 2:1      | Leiknir Fáskrúðsfjörður |
| 28.05.1991 | Árvakur Reykjavík    | 3:2      | UMF Selfoss             |
| 28.05.1991 | UMF Afturelding      | 1:5      | ÍF Grótta               |
| 28.05.1991 | UMF Stokkseyri       | 4:2      | TBR Reykjavík           |
| 28.05.1991 | UMF Njarðvík         | 1:4      | Fylkir Reykjavík        |
| 29.05.1991 | Vikverji Reykjavík   | 3:2      | Ármann Reykjavík        |
| 06.06.1991 | ÍR Reykjavik         | 0:4      | ÍB Keflavík             |

## 2. Runde
| Datum      |                      | Ergebnis |                      |
| ---------- | -------------------- | -------- | -------------------- |
| 04.06.1991 | þróttur Norðfjörður  | 8:0      | UMF Sindri Höfn      |
| 04.06.1991 | UMF Einherji         | 3:4      | Huginn Seyðisfjörður |
| 07.06.1991 | ÍA Akranes           | 5:0      | Árvakur Reykjavík    |
| 07.06.1991 | UMFS Dalvík          | 2:1      | Völsungur Húsavík    |
| 08.06.1991 | UMF Stokkseyri       | 1:9      | IK Kópavogur         |
| 08.06.1991 | Vikverji Reykjavík   | 1:4      | þróttur Reykjavík    |
| 08.06.1991 | UMF Bolungarvík      | 0:5      | Fylkir Reykjavík     |
| 08.06.1991 | KS Siglufjarðar      | 1:6      | þór Akureyri         |
| 08.06.1991 | UMF Kormákur         | 0:1      | Leiftur Ólafsfjörður |
| 08.06.1991 | Haukar Hafnarfjörður | 6:3      | ÍF Grótta            |
| 08.06.1991 | Reynir Árskógsströnd | 1:2      | UMF Tindastóll       |
| 10.06.1991 | ÍB Keflavík          | 1:0      | UMF Grindavík        |

## 3. Runde
| Datum      |                      | Ergebnis |                      |
| ---------- | -------------------- | -------- | -------------------- |
| 24.06.1991 | þór Akureyri         | 3:0      | UMF Tindastóll       |
| 25.06.1991 | Huginn Seyðisfjörður | 1:4      | þróttur Norðfjörður  |
| 25.06.1991 | UMFS Dalvík          | 3:4      | Leiftur Ólafsfjörður |
| 25.06.1991 | þróttur Reykjavík    | 3:4      | ÍB Keflavík          |
| 25.06.1991 | ÍA Akranes           | 2:1      | Fylkir Reykjavík     |
| 25.06.1991 | Haukar Hafnarfjörður | 0:1      | IK Kópavogur         |

## Achtelfinale
Teilnehmer: Die sechs Sieger der 3. Runde und die zehn Teams der 1. deild 1991.
| Datum      |                      | Ergebnis              |                     |
| ---------- | -------------------- | --------------------- | ------------------- |
| 09.07.1991 | IK Kópavogur         | 1:2                   | Valur Reykjavík     |
| 09.07.1991 | Fram Reykjavík       | 1:2                   | Víðir Garði         |
| 09.07.1991 | Leiftur Ólafsfjörður | 0:0 n. V. (5:3 i. E.) | þróttur Norðfjörður |
| 09.07.1991 | FH Hafnarfjörður     | 4:2                   | ÍBV Vestmannaeyja   |
| 10.07.1991 | UMF Stjarnan         | 3:0                   | KA Akureyri         |
| 10.07.1991 | þór Akureyri         | 1:1 n. V. (5:3 i. E.) | ÍB Keflavík         |
| 10.07.1991 | Breiðablik Kópavogur | 2:0                   | Víkingur Reykjavík  |
| 10.07.1991 | KR Reykjavík         | 2:0                   | ÍA Akranes          |

## Viertelfinale
| Datum      |                      | Ergebnis              |                      |
| ---------- | -------------------- | --------------------- | -------------------- |
| 25.07.1991 | Leiftur Ólafsfjörður | 1:2                   | FH Hafnarfjörður     |
| 25.07.1991 | Víðir Garði          | 3:2                   | UMF Stjarnan         |
| 25.07.1991 | Valur Reykjavík      | 1:1 n. V. (4:3 i. E.) | Breiðablik Kópavogur |
| 25.07.1991 | þór Akureyri         | 4:2                   | KR Reykjavík         |

## Halbfinale
| Datum      |              | Ergebnis              |                  |
| ---------- | ------------ | --------------------- | ---------------- |
| 08.08.1991 | Víðir Garði  | 1:3                   | FH Hafnarfjörður |
| 08.06.1991 | þór Akureyri | 0:0 n. V. (3:4 i. E.) | Valur Reykjavík  |

## Finale
| Paarung          | Valur Reykjavík – FH Hafnarfjörður |
| Ergebnis         | 1:1 n. V. (1:1, 0:0) |
| Datum            | 25. August 1991 |
| Stadion          | Laugardalsvöllur, Reykjavík |
| Zuschauer        | 2.740 |
| Schiedsrichter   | Sveinn Sveinsson |
| Tore             | 1:0 Gunnar Mar Masson (79.) 1:1 Hordur Magnusson (85.) |
| Valur Reykjavík  | Bjarni Sigurðsson, Einar Pall Tomasson, Sævar Jonsson, Arnaldur Loftsson, Magni Blondal Petursson, Ágúst Gylfason, Steinar Adolfsson, Gunnlaugur Einarsson (89. Anthony Karl Gregory), Jon Gretar Jonsson, Gunnar Gunnarsson (65. Gunnar Mar Masson), Baldur Bragason |
| FH Hafnarfjörður | Stefan Arnarson, Olafur Johannesson, Bjorn Jonsson, Olafur Helgi Kristjansson, Palmi Jonsson (96. Magnus Palsson), þorhallur Vikingsson, Hallstein Arnarson, Izudin Dadi Dervić, Andri Marteinsson, Hlynur Eiriksson, Hordur Magnusson                                |

### Wiederholungsspiel
| Paarung          | Valur Reykjavík – FH Hafnarfjörður |
| Ergebnis         | 1:0 (0:0) |
| Datum            | 28. August 1991 |
| Stadion          | Laugardalsvöllur, Reykjavík |
| Zuschauer        | 3.351 |
| Schiedsrichter   | Sveinn Sveinsson |
| Tore             | 1:0 Ágúst Gylfason (50.) |
| Valur Reykjavík  | Bjarni Sigurðsson, Einar Pall Tomasson, Sævar Jonsson, Arnaldur Loftsson, Magni Blondal Petursson, Ágúst Gylfason, Steinar Adolfsson, Gunnlaugur Einarsson, Jon Gretar Jonsson, Gunnar Gunnarsson (78. Jon Sigurdur Helgason), Baldur Bragason                 |
| FH Hafnarfjörður | Stefan Arnarson, Olafur Johannesson, Bjorn Jonsson, Olafur Helgi Kristjansson, Palmi Jonsson (61. Magnus Palsson), þorhallur Vikingsson, Hallsteinn Arnarson, Izudin Dadi Dervić, Andri Marteinsson, Hlynur Eiriksson (Kristjan Gislason 73), Hordur Magnusson |